# طناح
طناح، روستایی است از توابع منصوره در استان دقهلیه در کشور مصر که براساس سرشماری سال ۲۰۰۶، جمعیت آن، ۱۸۱۱۸ نفر (۹۳۱۵ مرد و ۸۸۰۳ زن) بوده‌است.